# Лунцзян (Цицикар)
Лунцзя́н (кит. упр. 龙江, пиньинь Lóngjiāng) — уезд городского округа Цицикар провинции Хэйлунцзян (КНР). Название района происходит от названия провинции Хэйлунцзян.

## История
Когда в 1905 году провинция Хэйлунцзян начала переход от военной системы управления к гражданской, то в этих местах был основан Хэйшуйский комиссариат (黑水厅). В 1908 году комиссариат был поднят в статусе до управы, и так как это была главная управа провинции Хэйлунцзян (здесь находилась резиденция губернатора), то она получила название Лунцзянская управа (龙江府); руководящие органы управы размещались в Цицикаре. После Синьхайской революции в Китае была введена новая система управления, и в 1913 году Лунцзянская управа была преобразована в уезд Лунцзян.
В июне 1946 года восточная часть уезда была выделена в отдельный уезд Лундун (龙东县), но в апреле 1948 года он был расформирован, а территория вернулась в состав уезда Лунцзян. В 1956 году к уезду Лунцзян был присоединён уезд Цзинсин (景星县).
С августа 1958 года уезд Лунцзян находился в составе Специального района Нэньцзян (嫩江专区, впоследствии — Нэньцзянского округа (嫩江地区)), а когда он в 1960—1961 был временно ликвидирован — подчинялся непосредственно Цицикару. В октябре 1958 года из состава уезда Лунцзян под юрисдикцию Цицикара были переведены Даурский национальный район, а также посёлки Анъанси, Фулаэрцзи, Юйшу и Дахудянь; под юрисдикцию Специального района Нэньцзян — посёлок Дяньцзышань.
Когда в 1985 году Нэньцзянский округ был расформирован, Лунцзян стал уездом городского округа Цицикар.

## Административное деление
Уезд Лунцзян делится на 5 посёлков и 9 волостей.
| №  | Название  | Название (кит.) | Статус  | Население чел. (2010) | На карте                         |
| -- | --------- | --------------- | ------- | --------------------- | -------------------------------- |
| 1  | Лунцзян   | 龙江镇          | поселок | 139137                | 47°20′06″ с. ш. 123°10′53″ в. д. |
| 2  | Цзинсин   | 景星镇          | поселок | 60912                 | 47°04′14″ с. ш. 123°01′45″ в. д. |
| 3  | Шаньцюань | 山泉镇          | поселок | 54928                 | 47°14′12″ с. ш. 122°52′00″ в. д. |
| 4  | Цикэшу    | 七棵树镇        | поселок | 46892                 | 47°31′36″ с. ш. 123°15′34″ в. д. |
| 5  | Лунсин    | 龙兴镇          | поселок | 44892                 | 47°29′17″ с. ш. 122°45′08″ в. д. |
| 6  | Синшань   | 杏山乡          | волость | 40457                 | 46°56′04″ с. ш. 122°57′46″ в. д. |
| 7  | Тоучжань  | 头站乡          | волость | 28503                 | 46°57′35″ с. ш. 123°15′13″ в. д. |
| 8  | Хуаминь   | 华民乡          | волость | 26530                 | 47°07′18″ с. ш. 123°27′13″ в. д. |
| 9  | Байшань   | 白山乡          | волость | 25858                 | 47°16′04″ с. ш. 123°14′36″ в. д. |
| 10 | Лухэ      | 鲁河乡          | волость | 24788                 | 47°26′42″ с. ш. 122°59′58″ в. д. |
| 11 | Хэйган    | 黑岗乡          | волость | 22439                 | 47°14′53″ с. ш. 123°24′01″ в. д. |
| 12 | Халахай   | 哈拉海乡        | волость | 19839                 | 47°26′15″ с. ш. 123°24′36″ в. д. |
| 13 | Гуанхоу   | 广厚乡          | волость | 18810                 | 47°04′54″ с. ш. 123°23′20″ в. д. |
| 14 | Цзициньхэ | 济沁河乡        | волость | 18779                 | 47°22′42″ с. ш. 122°41′45″ в. д. |

## Соседние административные единицы
Уезд Лунцзян на востоке граничит с районом Фулаэрцзи и Мэйлисы-Даурским национальным районом, на севере — с районом Няньцзышань и уездом Ганьнань, на юго-востоке — с уездом Тайлай, на западе и юге — с автономным районом Внутренняя Монголия.